# Hüfingen
Hüfingen è un comune tedesco di 7 823 abitanti, situato nel land del Baden-Württemberg.

## Storia
Fu un forte militare romano del limes germanico-retico di un'unità ausiliaria sotto la dinastia dei Flavi (73-74 circa).